# Антошин Олексій Миколайович
Олексі́й Микола́йович Анто́шин (нар. 20 квітня 1976, Очаків) — підполковник Збройних сил України, 14-та механізована бригада.

## Життєпис
Його батько — військовик. 1998 року Олексій закінчив Одеський інститут Сухопутних військ, службу розпочав у Володимирі-Волинському, 51-а ОМБр.
2004 року брав участь у миротворчій операції в Іраку.
У зоні бойових дій перебував з початку травня по листопад 2014-го, брав участь у багатьох боях на території Луганщини, зокрема за Сватове, Старобільськ, Станицю Луганську. За час перебування в зоні бойових дій його рота не втратила жодного бійця.

## Родина
З дружиною Ольгою виховують доньку Настю 2004 р.н. та сина Бориса 2009 р.н. 14 вересня 2014-го в районі міста Щастя в Луганській області загинув його брат, капітан Іван Антошин (1981—2014).

## Нагороди
За особисту мужність і героїзм, виявлені у захисті державного суверенітету та територіальної цілісності України, вірність військовій присязі під час російсько-української війни нагороджений
- орденом Богдана Хмельницького III ступеня (3.1.2015).